# Cardinal (Fernsehserie)
Cardinal ist eine kanadische Fernsehserie, die auf Romanen des Schriftstellers Giles Blunt beruht. Die Serie mit Billy Campbell in der Rolle des Detective John Cardinal und Karine Vanasse hatte ihre Premiere am 25. Januar 2017 auf dem kanadischen Sender CTV. Nach der Ausstrahlung der ersten Staffel, die auf dem Roman Gefrorene Seelen (Forty Words for Sorrow) basiert, wurde die Serie im März 2017 um zwei weitere Staffeln verlängert, welche – wie Staffel 1 – je sechs Folgen umfassen. Sie basieren auf den Romanen Kalter Mond (Black Fly Season) (Staffel 2) bzw. Eisiges Herz (By the Time You Read This) und Eismord (Crime Machine) (Staffel 3). Die deutschsprachige Erstausstrahlung ist seit dem 4. Oktober 2017 bei MagentaTV (ehem. EntertainTV Serien), einem Portal von Telekom Deutschland und deren Dienst MagentaTV, verfügbar.
Die Ausstrahlung der zweiten Staffel begann in Kanada am 4. Januar 2018, in Deutschland ist diese seit dem 1. März 2018 bei MagentaTV abrufbar.

## Handlung
John Cardinal ist ein Polizeibeamter in der fiktionalen Stadt Algonquin Bay in der kanadischen Provinz Ontario. Er wurde vor kurzem aus der Mordkommission entlassen, da er nach Meinung seiner Vorgesetzten bei seiner Untersuchung des Falls eines vermissten indianischen Mädchens zu weit gegangen war. Als der Leichnam des Mädchens auftaucht, wird der Detective mit seiner neuen Partnerin Lise Delorme auf den Fall angesetzt. Was er nicht weiß: Delorme wurde beauftragt, ihn im Rahmen einer Korruptionsuntersuchung der Bundespolizei zu überwachen, da Cardinal möglicherweise mit einem örtlichen Drogenhändler zusammenarbeitet, der sich wiederholt einer Festnahme entziehen konnte. Die Untersuchung wird jedoch recht bald ausgedehnt, als ein neuer Vermisstenfall mit ähnlichen Mustern Cardinal zu der Annahme verleitet, dass ein Serienmörder in der Gegend aktiv sein könnte.

## Darsteller
- Billy Campbell als Detective John Cardinal
- Karine Vanasse als Det. Lise Delorme
- Kristen Thomson als Noelle Dyson
- Allie MacDonald als Edie Soames
- David Richmond-Peck als Sergeant Malcolm Musgrave
- Deborah Hay als Catherine Cardinal
- Alanna Bale als Kelly Cardinal
- Gail Maurice als Dorothy Pine
- Glen Gould als Det. Jerry Commanda
- Brendan Fletcher als Eric Fraser
- James Downing als Det. Ian McLeod
- Alden Adair als Josh
- Eric Hicks als Constable Derek K. Fox
- James Thomas als Det. Hannam
- Robert Naylor als Keith London

## Nominierungen und Auszeichnungen
Die Serie war nominiert für die Canadian Cinema Editors Awards (2017) und den Directors Guild of Canada (2017).

## Kritiken
„Ein durch und durch fesselnder Thriller.“ – Wall Street Journal
„Die verschiedenen Handlungsstränge werden nicht nur miteinander kombiniert, sondern auf kluge Weise miteinander verwebt. Wie der tückische kanadische Winter packt uns Cardinal langsam, aber sicher: Was mit ein paar Schneeflocken beginnt, endet letztlich in einer Glatteiskarambolage.“ – zeit.de
„86% Weiterempfehlung auf Rotten Tomatoes, Rating 7,7/10 auf IMDb.“ – IMDb